# Багровская, Надежда Михайловна
Багровская Надежда Михайловна (род. 8 июля 1931, Шумилово) — бригадир штукатуров строительно-монтажного управления № 4 Калининградского строительного треста, Калининградская область. Герой Социалистического Труда (27.04.1966).

## Биография
Родилась 8 июля 1931 года в деревне Шумилово Демянского района Ленинградской (ныне — Новгородской) области.
Трудовую деятельность начала в 1947 году в колхозе «Красный путь» Демянского района Новгородской области. В 1951 году переехала в город Калининград, где работала штукатуром в строительных организациях.
В 1956—1970 годах — бригадир штукатуров строительно-монтажного управления № 4 Калининградского строительного треста. Руководимая ею бригада добилась высокого качества отделочных работ.
Указом Президиума Верховного Совета СССР от 27 апреля 1966 года за особые заслуги в развитии строительства Калининградской области Багровской Надежде Михайловне присвоено звание Героя Социалистического Труда с вручением ордена Ленина и золотой медали «Серп и Молот».
В 1967 году вступила в КПСС. Избиралась депутатом Калининградского областного Совета депутатов трудящихся (1967, 1969).
В 1970 году переехала в Москву. Работала в системе лёгкой промышленности.
С 2001 года — на заслуженном отдыхе.
Жила в Москве.

## Награды
- Золотая медаль «Серп и Молот»(27.04.1966)
- Орден Ленина (27.04.1966)
- Медаль «В ознаменование 100-летия со дня рождения Владимира Ильича Ленина» (6 апреля 1970)
- Медаль «За трудовое отличие»
- Медаль «Ветеран труда»

- медалями ВДНХ СССР:

## Память
- На могиле установлен надгробный памятник.